# Montpezat-de-Quercy
Pour les articles homonymes, voir Montpezat.
Montpezat-de-Quercy est une commune française située dans le nord du département de Tarn-et-Garonne, en région Occitanie.
Sur le plan historique et culturel, la commune est dans le Quercy Blanc, correspondant à la partie méridionale du Quercy, devant son nom à ses calcaires lacustres du Tertiaire.
Exposée à un climat océanique altéré, elle est drainée par le Lemboulas, le Petit Lembous, le ruisseau de Léouré, le ruisseau de Saint-Nazaire et par divers autres petits cours d'eau. La commune possède un patrimoine naturel remarquable :  trois espaces protégés (« géoparc des causses du Quercy », le « prairie de la Rouquette » et le « prairies du Lemboulas ») et deux zones naturelles d'intérêt écologique, faunistique et floristique.
Montpezat-de-Quercy est une commune rurale qui compte 1 600 habitants en 2022. Ses habitants sont appelés les Montpezatais ou  Montpezataises.

## Géographie
Montpezat-de-Quercy est un village situé dans le Quercy à 31 km au nord de Montauban, et 27 km au sud de Cahors dans la vallée du Lemboulas. Il se trouve en lisière du causse de Limogne.

### Communes limitrophes
La commune est limitrophe du département du Lot.
Les communes limitrophes sont  Auty, Belfort-du-Quercy, Molières, Montalzat, Montdoumerc, Montfermier et Saint-Paul-Flaugnac.
| Saint-Paul-Flaugnac (Lot) | Montdoumerc (Lot)   |                         |
| Montfermier               | Montpezat-de-Quercy | Belfort-du-Quercy (Lot) |
| Molières                  | Auty                | Montalzat               |

### Hydrographie

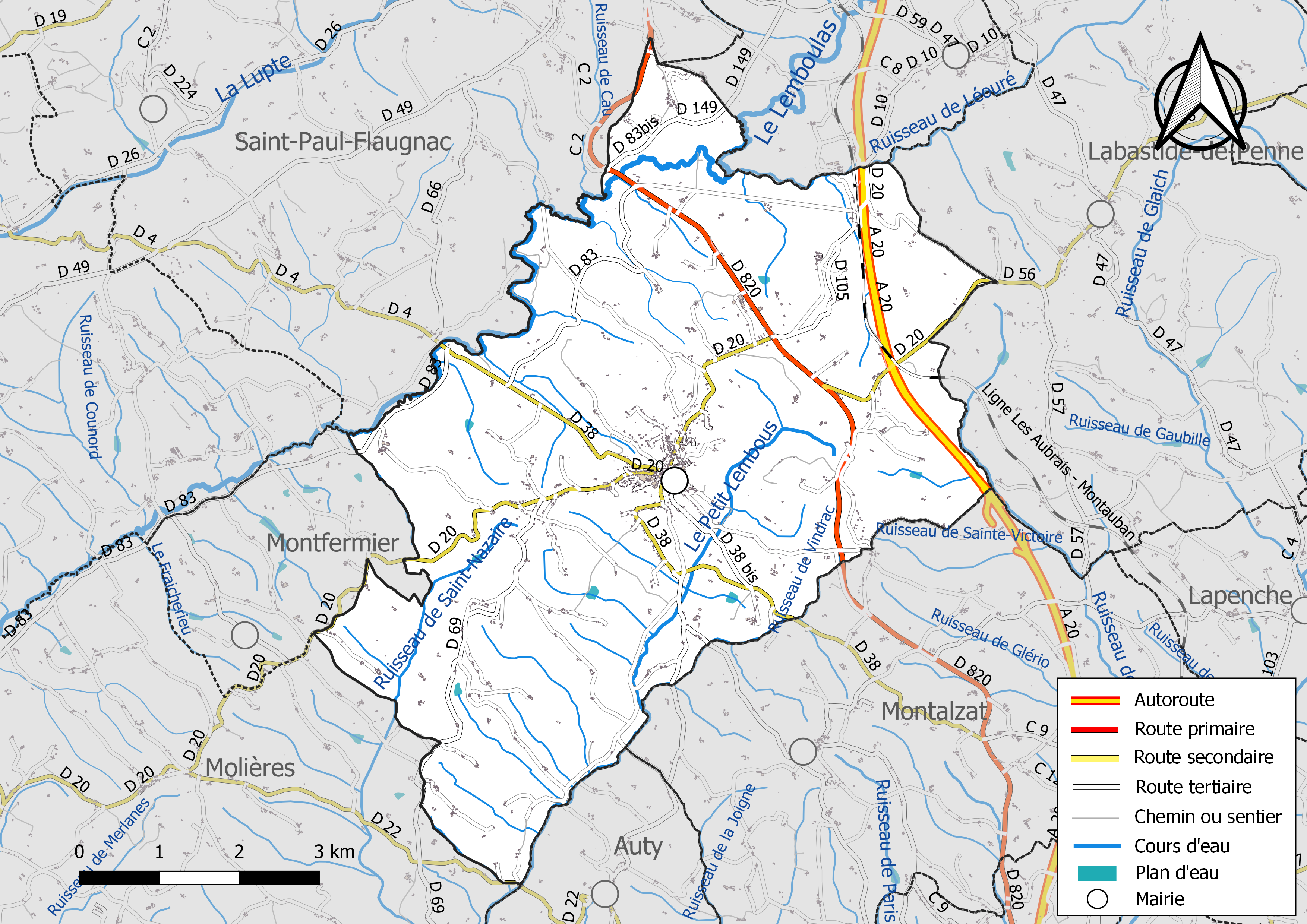
Réseaux hydrographique et routier de Montpezat-de-Quercy.

La commune est dans le bassin versant de la Garonne, au sein du bassin hydrographique Adour-Garonne. Elle est drainée par le Lemboulas, le Petit Lembous, le ruisseau de Léouré, le ruisseau de Saint-Nazaire, le ruisseau de Sainte-Victoire, le ruisseau de Vindrac et par divers petits cours d'eau, constituant un réseau hydrographique de 53 km de longueur totale,.
Le Lemboulas, d'une longueur totale de 56,7 km, prend sa source dans la commune de Lalbenque et s'écoule du nord-est au sud-ouest. Il traverse la commune et se jette dans le Tarn à Castelsarrasin, après avoir traversé 15 communes.
Le Petit Lembous, d'une longueur totale de 19,9 km, prend sa source dans la commune et s'écoule du nord-est au sud-ouest. Il traverse la commune et se jette dans le Lemboulas à Puycornet, après avoir traversé 8 communes.

### Climat
Pour des articles plus généraux, voir Climat de l'Occitanie et Climat de Tarn-et-Garonne.
En 2010, le climat de la commune est de type climat du Bassin du Sud-Ouest, selon une étude du Centre national de la recherche scientifique s'appuyant sur une série de données couvrant la période 1971-2000. En 2020, Météo-France publie une typologie des climats de la France métropolitaine dans laquelle la commune est exposée à un climat océanique altéré et est dans la région climatique Aquitaine, Gascogne, caractérisée par une pluviométrie abondante au printemps, modérée en automne, un faible ensoleillement au printemps, un été chaud (19,5 °C), des vents faibles, des brouillards fréquents en automne et en hiver et des orages fréquents en été (15 à 20 jours).
Pour la période 1971-2000, la température annuelle moyenne est de 12,6 °C, avec une amplitude thermique annuelle de 15,6 °C. Le cumul annuel moyen de précipitations est de 833 mm, avec 10,2 jours de précipitations en janvier et 5,7 jours en juillet. Pour la période 1991-2020, la température moyenne annuelle observée sur la station météorologique de Météo-France la plus proche, « Saint-Vincent », sur la commune de Saint-Vincent-d'Autéjac à 9 km à vol d'oiseau, est de 13,9 °C et le cumul annuel moyen de précipitations est de 771,1 mm. 
La température maximale relevée sur cette station est de 41,5 °C, atteinte le 23 août 2023 ; la température minimale est de −13 °C, atteinte le 9 février 2012,,.
Les paramètres climatiques de la commune ont été estimés pour le milieu du siècle (2041-2070) selon différents scénarios d'émission de gaz à effet de serre à partir des nouvelles projections climatiques de référence DRIAS-2020. Ils sont consultables sur un site dédié publié par Météo-France en novembre 2022.

### Milieux naturels et biodiversité

#### Espaces protégés
La protection réglementaire est le mode d’intervention le plus fort pour préserver des espaces naturels remarquables et leur biodiversité associée,.
La commune est dans le périmètre du « géoparc des causses du Quercy », classé Géoparc en mai 2017 et appartenant dès lors au réseau mondial des Géoparcs, soutenu par l’UNESCO,.
Deux autres espaces protégés sont présents sur la commune : 
- le « prairie de la Rouquette », un terrain acquis (ou assimilé) par un conservatoire d'espaces naturels, d'une superficie de 0,9 ha[17] ;
- le « prairies du Lemboulas », un terrain acquis (ou assimilé) par un conservatoire d'espaces naturels, d'une superficie de 3,8 ha[18].

#### Zones naturelles d'intérêt écologique, faunistique et floristique

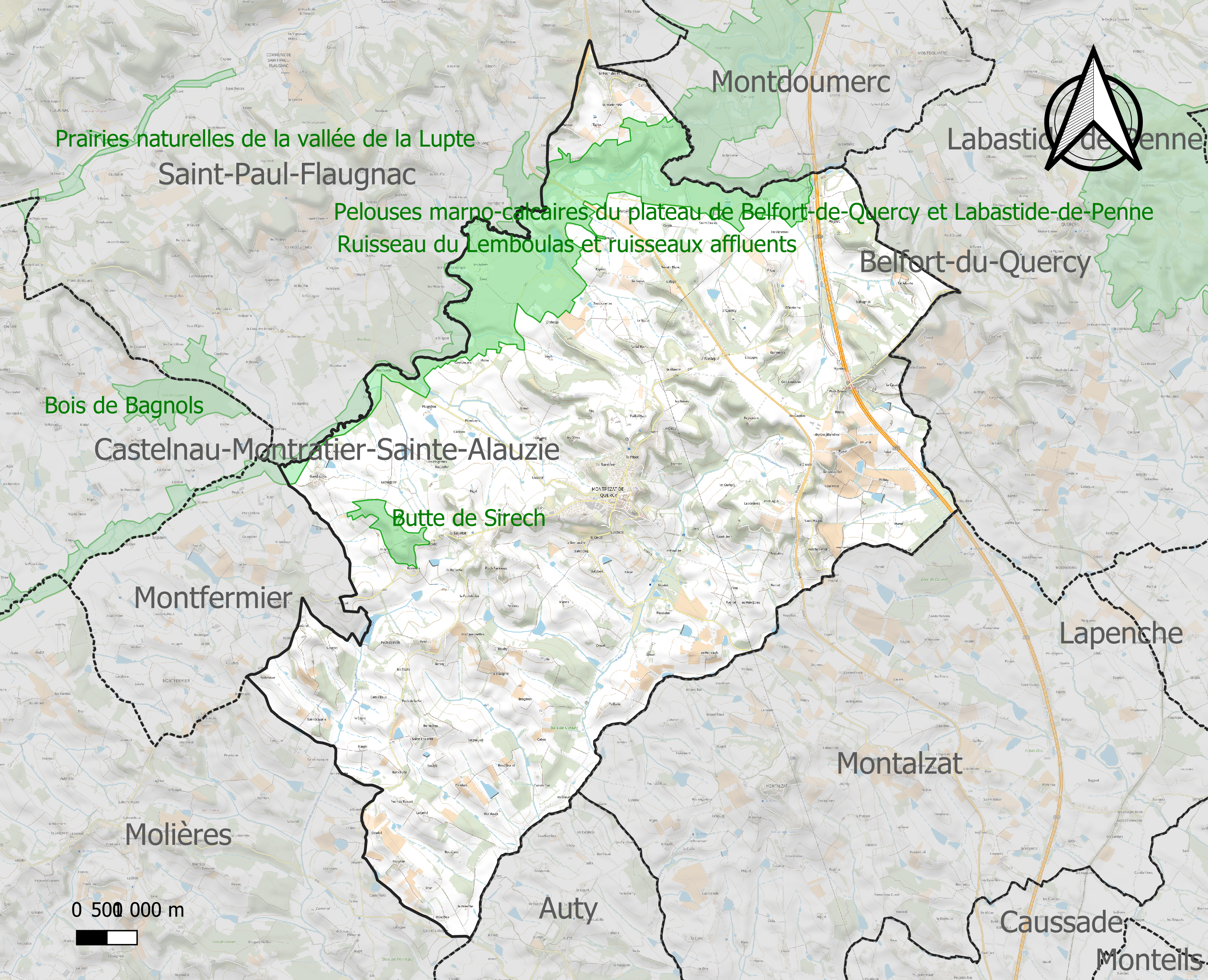
Carte des ZNIEFF de type 1 localisées sur la commune.

L’inventaire des zones naturelles d'intérêt écologique, faunistique et floristique (ZNIEFF) a pour objectif de réaliser une couverture des zones les plus intéressantes sur le plan écologique, essentiellement dans la perspective d’améliorer la connaissance du patrimoine naturel national et de fournir aux différents décideurs un outil d’aide à la prise en compte de l’environnement dans l’aménagement du territoire.
Deux ZNIEFF de type 1 sont recensées sur la commune :
la « butte de Sirech » (27 ha), et 
le « ruisseau du Lemboulas et ruisseaux affluents » (1 311 ha), couvrant 9 communes dont six dans le Lot et trois dans le Tarn-et-Garonne.

## Urbanisme

### Typologie
Au 1er janvier 2024, Montpezat-de-Quercy est catégorisée bourg rural, selon la nouvelle grille communale de densité à sept niveaux définie par l'Insee en 2022.
Elle est située hors unité urbaine et hors attraction des villes,.

### Occupation des sols
L'occupation des sols de la commune, telle qu'elle ressort de la base de données européenne d’occupation biophysique des sols Corine Land Cover (CLC), est marquée par l'importance des territoires agricoles (85,5 % en 2018), une proportion sensiblement équivalente à celle de 1990 (86 %). La répartition détaillée en 2018 est la suivante : 
zones agricoles hétérogènes (63,8 %), terres arables (19 %), forêts (11,2 %), zones urbanisées (2 %), prairies (2 %), zones industrielles ou commerciales et réseaux de communication (0,7 %), cultures permanentes (0,7 %), eaux continentales (0,6 %). L'évolution de l’occupation des sols de la commune et de ses infrastructures peut être observée sur les différentes représentations cartographiques du territoire : la carte de Cassini (XVIIIe siècle), la carte d'état-major (1820-1866) et les cartes ou photos aériennes de l'IGN pour la période actuelle (1950 à aujourd'hui).

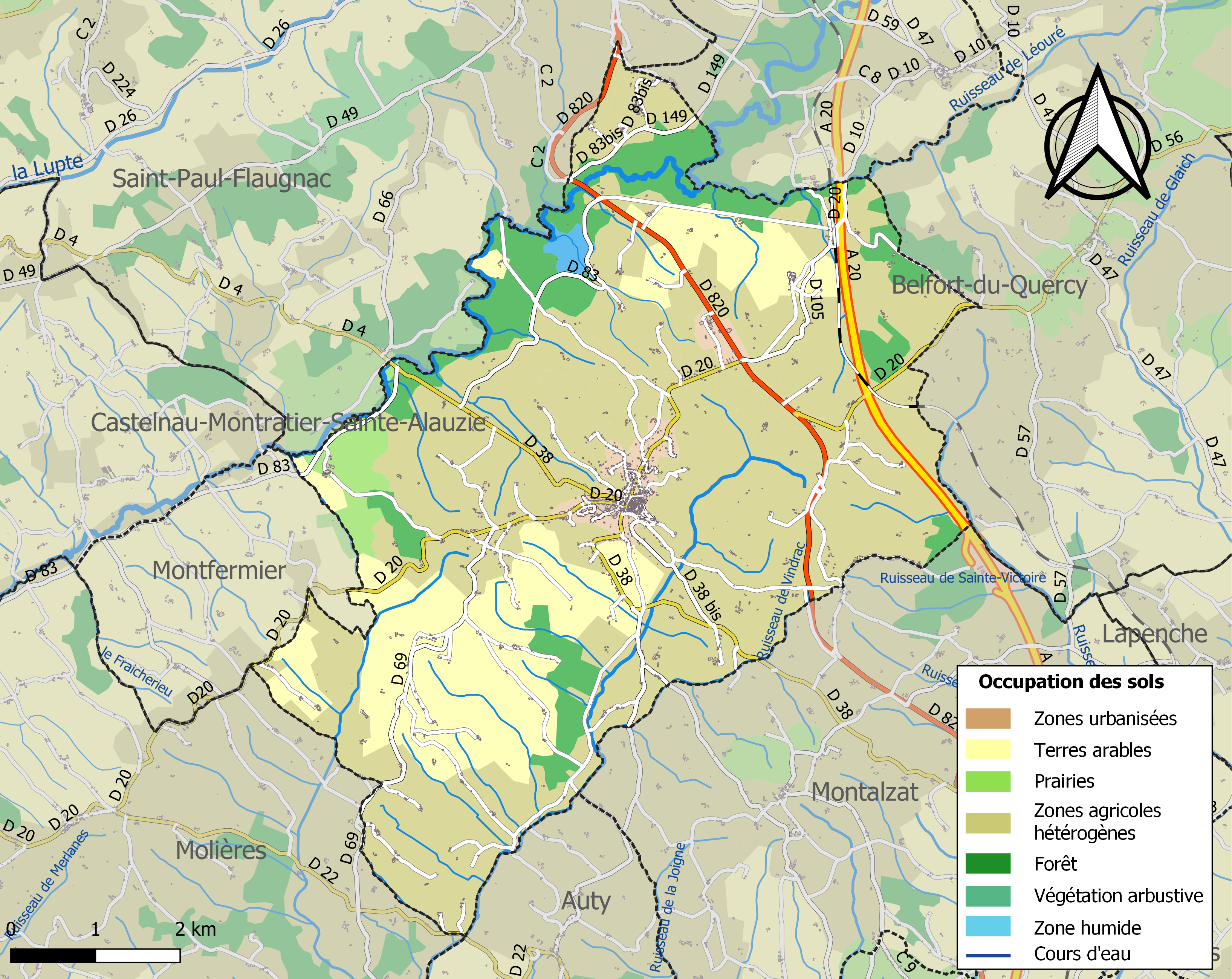
Carte des infrastructures et de l'occupation des sols de la commune en 2018 (CLC).

### Risques majeurs
Le territoire de la commune de Montpezat-de-Quercy est vulnérable à différents aléas naturels : météorologiques (tempête, orage, neige, grand froid, canicule ou sécheresse), inondations, mouvements de terrains et séisme (sismicité très faible). Il est également exposé à un risque technologique, le transport de matières dangereuses. Un site publié par le BRGM permet d'évaluer simplement et rapidement les risques d'un bien localisé soit par son adresse soit par le numéro de sa parcelle.

#### Risques naturels
Certaines parties du territoire communal sont susceptibles d’être affectées par le risque d’inondation par débordement de cours d'eau, notamment le Lemboulas et le Petit Lembous. La cartographie des zones inondables en ex-Midi-Pyrénées réalisée dans le cadre du XIe Contrat de plan État-région, visant à informer les citoyens et les décideurs sur le risque d’inondation, est accessible sur le site de la DREAL Occitanie. La commune a été reconnue en état de catastrophe naturelle au titre des dommages causés par les inondations et coulées de boue survenues en 1982, 1993 et 1999,.
Montpezat-de-Quercy est exposée au risque de feu de forêt. Le département de Tarn-et-Garonne présentant toutefois globalement un niveau d’aléa moyen à faible très localisé, aucun Plan départemental de protection des forêts contre les risques d’incendie de forêt (PFCIF) n'a été élaboré. Le débroussaillement aux abords des maisons constitue l’une des meilleures protections pour les particuliers contre le feu,.

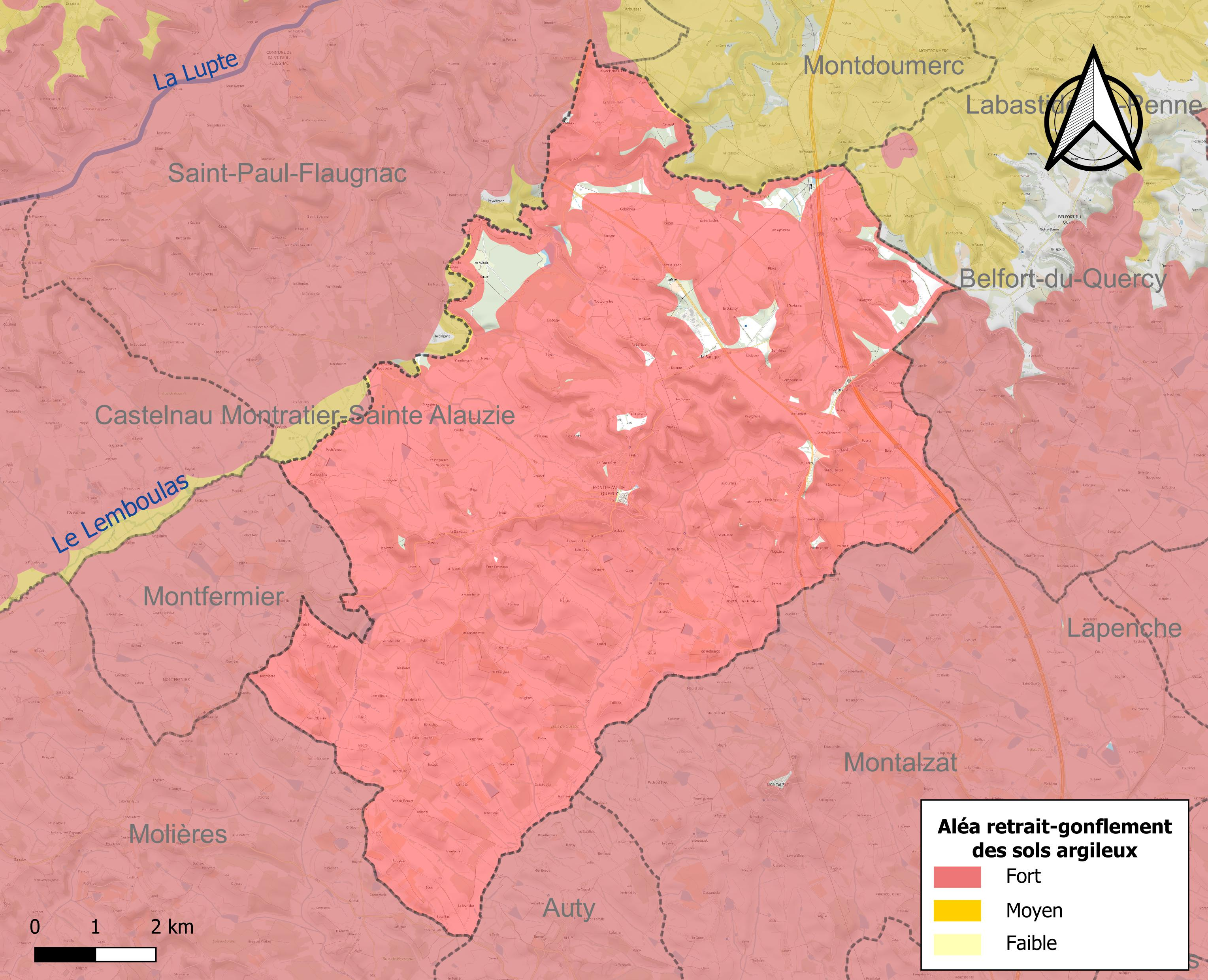
Carte des zones d'aléa retrait-gonflement des sols argileux de Montpezat-de-Quercy.

Les mouvements de terrains susceptibles de se produire sur la commune sont des tassements différentiels.
Le retrait-gonflement des sols argileux est susceptible d'engendrer des dommages importants aux bâtiments en cas d’alternance de périodes de sécheresse et de pluie. 95,5 % de la superficie communale est en aléa moyen ou fort (92 % au niveau départemental et 48,5 % au niveau national). Sur les 887 bâtiments dénombrés sur la commune en 2019, 814 sont en aléa moyen ou fort, soit 92 %, à comparer aux 96 % au niveau départemental et 54 % au niveau national. Une cartographie de l'exposition du territoire national au retrait gonflement des sols argileux est disponible sur le site du BRGM,.
Par ailleurs, afin de mieux appréhender le risque d’affaissement de terrain, l'inventaire national des cavités souterraines permet de localiser celles situées sur la commune.
Concernant les mouvements de terrains, la commune a été reconnue en état de catastrophe naturelle au titre des dommages causés par la sécheresse en 1989, 1991, 2009, 2012 et 2017 et par des mouvements de terrain en 1999.

#### Risques technologiques
Le risque de transport de matières dangereuses sur la commune est lié à sa traversée par des infrastructures routières ou ferroviaires importantes ou la présence d'une canalisation de transport d'hydrocarbures. Un accident se produisant sur de telles infrastructures est susceptible d’avoir des effets graves sur les biens, les personnes ou l'environnement, selon la nature du matériau transporté. Des dispositions d’urbanisme peuvent être préconisées en conséquence.

## Histoire
Le village est inscrit site protégé notamment grâce à sa collégiale du XIVe siècle, celle-ci abrite des tapisseries flamandes du XVIe siècle relatant la vie de saint Martin. Elles sont remarquablement conservées.
Seconde Guerre mondiale voir : 

## Politique et administration

### Liste des maires

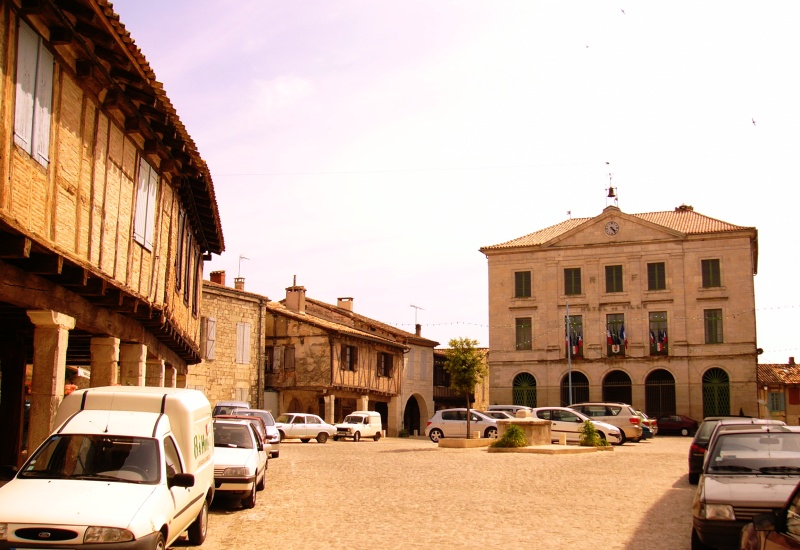
Place de la Mairie le 29 mai 2004.

| Période                                  | Période  | Identité            | Étiquette           | Qualité                                              |
| ---------------------------------------- | -------- | ------------------- | ------------------- | ---------------------------------------------------- |
| Les données manquantes sont à compléter. |          |                     |                     |                                                      |
| 1925                                     | 1942     | Albert Daille       | PRRRS               | Député, conseiller général                           |
| 1942                                     | 1944     | Germain Cros        |                     |                                                      |
| 1944                                     | 1945     | Maurice Delom-Sorbé | Gauche indépendante | Député                                               |
| 1945                                     | 1947     | Frédéric Cayrou     |                     | Sénateur de Tarn et Garonne                          |
| 1947                                     | 1977     | Maurice Dablanc     | MRP puis CD         | Vice-président du conseil général de Tarn-et-Garonne |
| 1977                                     | 2014     | Raymond Massip      | PRG                 | Conseiller général                                   |
| 2014                                     | En cours | Gérard Mounié       | SE                  |                                                      |

## Démographie
L'évolution du nombre d'habitants est connue à travers les recensements de la population effectués dans la commune depuis 1793. Pour les communes de moins de 10 000 habitants, une enquête de recensement portant sur toute la population est réalisée tous les cinq ans, les populations de référence des années intermédiaires étant quant à elles estimées par interpolation ou extrapolation. Pour la commune, le premier recensement exhaustif entrant dans le cadre du nouveau dispositif a été réalisé en 2005.

En 2022, la commune comptait 1 600 habitants, en évolution de +2,7 % par rapport à 2016 (Tarn-et-Garonne : +3,12 %, France hors Mayotte : +2,11 %).
| 1793  | 1800  | 1806  | 1821  | 1831  | 1836  | 1841  | 1846  | 1851  |
| ----- | ----- | ----- | ----- | ----- | ----- | ----- | ----- | ----- |
| 2 963 | 2 684 | 2 680 | 2 651 | 2 796 | 2 871 | 2 900 | 3 000 | 2 831 |

| 1856  | 1861  | 1866  | 1872  | 1876  | 1881  | 1886  | 1891  | 1896  |
| ----- | ----- | ----- | ----- | ----- | ----- | ----- | ----- | ----- |
| 2 805 | 2 780 | 2 772 | 2 554 | 2 587 | 2 724 | 2 361 | 2 144 | 1 996 |

| 1901  | 1906  | 1911  | 1921  | 1926  | 1931  | 1936  | 1946  | 1954  |
| ----- | ----- | ----- | ----- | ----- | ----- | ----- | ----- | ----- |
| 1 897 | 1 854 | 1 755 | 1 530 | 1 516 | 1 476 | 1 482 | 1 345 | 1 436 |

| 1962  | 1968  | 1975  | 1982  | 1990  | 1999  | 2005  | 2006  | 2010  |
| ----- | ----- | ----- | ----- | ----- | ----- | ----- | ----- | ----- |
| 1 519 | 1 448 | 1 419 | 1 407 | 1 411 | 1 378 | 1 407 | 1 413 | 1 480 |

| 2015  | 2020  | 2022  | - | - | - | - | - | - |
| ----- | ----- | ----- | - | - | - | - | - | - |
| 1 552 | 1 600 | 1 600 | - | - | - | - | - | - |

## Économie

### Revenus
En 2018, la commune compte 716 ménages fiscaux, regroupant 1 520 personnes. La médiane du revenu disponible par unité de consommation est de 20 330 € (20 140 € dans le département).

### Emploi
|                | 2008  | 2013   | 2018   |
| -------------- | ----- | ------ | ------ |
| Commune        | 6,3 % | 9,4 %  | 9,2 %  |
| Département    | 8,4 % | 10,2 % | 10,3 % |
| France entière | 8,3 % | 10 %   | 10 %   |

En 2018, la population âgée de 15 à 64 ans s'élève à 866 personnes, parmi lesquelles on compte 71,4 % d'actifs (62,2 % ayant un emploi et 9,2 % de chômeurs) et 28,6 % d'inactifs,. Depuis 2008, le taux de chômage communal (au sens du recensement) des 15-64 ans est inférieur à celui de la France et du département.
La commune est hors attraction des villes,. Elle compte 461 emplois en 2018, contre 460 en 2013 et 501 en 2008. Le nombre d'actifs ayant un emploi résidant dans la commune est de 551, soit un indicateur de concentration d'emploi de 83,7 % et un taux d'activité parmi les 15 ans ou plus de 46,2 %.
Sur ces 551 actifs de 15 ans ou plus ayant un emploi, 165 travaillent dans la commune, soit 30 % des habitants. Pour se rendre au travail, 83,8 % des habitants utilisent un véhicule personnel ou de fonction à quatre roues, 0,9 % les transports en commun, 6,1 % s'y rendent en deux-roues, à vélo ou à pied et 9,2 % n'ont pas besoin de transport (travail au domicile).

### Activités hors agriculture

#### Secteurs d'activités
106 établissements sont implantés  à Montpezat-de-Quercy au 31 décembre 2019. Le tableau ci-dessous en détaille le nombre par secteur d'activité et compare les ratios avec ceux du département,.
| Secteur d'activité                                                                                        | Commune | Commune | Département |
| Secteur d'activité                                                                                        | Nombre  | %       | %           |
| --- | ------- | ------- | ----------- |
| Ensemble                                                                                                  | 106     | 100 %   | (100 %)     |
| Industrie manufacturière, industries extractives et autres                                                | 11      | 10,4 %  | (9,6 %)     |
| Construction                                                                                              | 14      | 13,2 %  | (14,9 %)    |
| Commerce de gros et de détail, transports, hébergement et restauration                                    | 35      | 33 %    | (29,7 %)    |
| Information et communication                                                                              | 4       | 3,8 %   | (1,9 %)     |
| Activités financières et d'assurance                                                                      | 3       | 2,8 %   | (3,4 %)     |
| Activités immobilières                                                                                    | 5       | 4,7 %   | (3,3 %)     |
| Activités spécialisées, scientifiques et techniques et activités de services administratifs et de soutien | 16      | 15,1 %  | (14,1 %)    |
| Administration publique, enseignement, santé humaine et action sociale                                    | 12      | 11,3 %  | (13,6 %)    |
| Autres activités de services                                                                              | 6       | 5,7 %   | (9,3 %)     |

Le secteur du commerce de gros et de détail, des transports, de l'hébergement et de la restauration est prépondérant sur la commune puisqu'il représente 33 % du nombre total d'établissements de la commune (35 sur les 106 entreprises implantées  à Montpezat-de-Quercy), contre 29,7 % au niveau départemental.

#### Entreprises et commerces
Les cinq entreprises ayant leur siège social sur le territoire communal qui génèrent le plus de chiffre d'affaires en 2020 sont : 
- Dalta SA, fabrication de savons, détergents et produits d'entretien (8 640 k€)
- SARL Delmas Carburants, commerce de détail de carburants en magasin spécialisé (1 657 k€)
- Quatris, commerce de gros (commerce interentreprises) de produits chimiques (1 439 k€)
- Quercydis, supermarchés (918 k€)
- MLC, activités des sièges sociaux (547 k€)

Viticulture (coteaux-du-quercy (AOVDQS)), agriculture, fruits (chasselas de Moissac...), élevage.
Montpezat-de-Quercy accueille également l'un des trois sites de production français du groupe Apem, un des leaders mondiaux en interfaces homme-machine (interrupteurs, joysticks et claviers industriels). Le groupe a vu le jour en 1952 avec la marque APR dans cette commune. Le siège social de cette entreprise aujourd'hui internationale est situé dans la ville voisine de Caussade.

### Agriculture
La commune est dans le « Bas-Quercy de Montpezat », une petite région agricole couvrant une bande nord  du département de Tarn-et-Garonne. En 2020, l'orientation technico-économique de l'agriculture  sur la commune est la polyculture et/ou le polyélevage.
|               | 1988  | 2000  | 2010  | 2020  |
| ------------- | ----- | ----- | ----- | ----- |
| Exploitations | 107   | 80    | 53    | 35    |
| SAU (ha)      | 2 648 | 2 429 | 1 985 | 1 770 |

Le nombre d'exploitations agricoles en activité et ayant leur siège dans la commune est passé de 107 lors du recensement agricole de 1988  à 80 en 2000 puis à 53 en 2010 et enfin à 35 en 2020, soit une baisse de 67 % en 32 ans. Le même mouvement est observé à l'échelle du département qui a perdu pendant cette période 57 % de ses exploitations,. La surface agricole utilisée sur la commune a également diminué, passant de 2 648 ha en 1988 à 1 770 ha en 2020. Parallèlement la surface agricole utilisée moyenne par exploitation a augmenté, passant de 25 à 51 ha.

## Culture locale et patrimoine

### Lieux et monuments

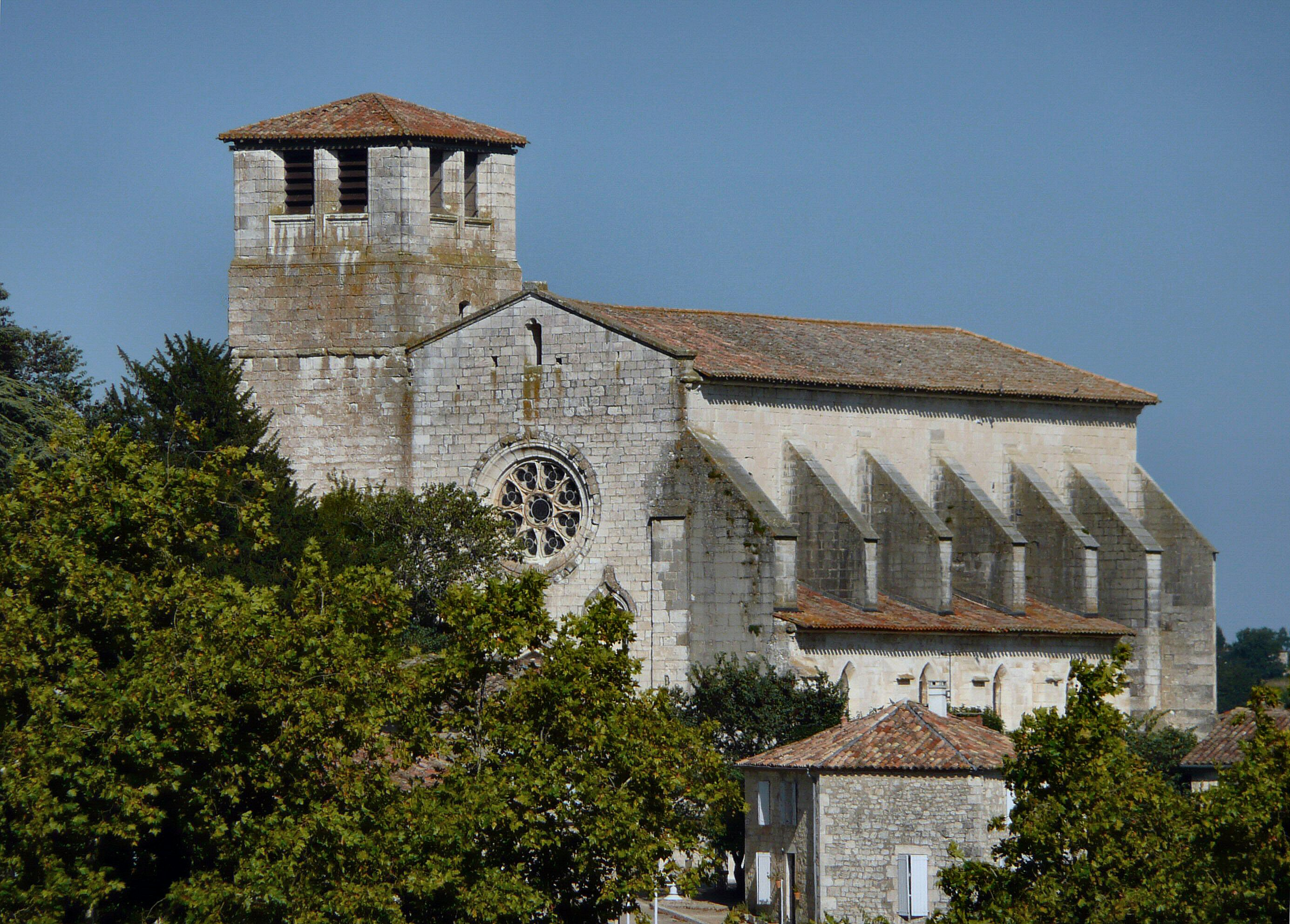
Collégiale Saint-Martin de Montpezat-de-Quercy.

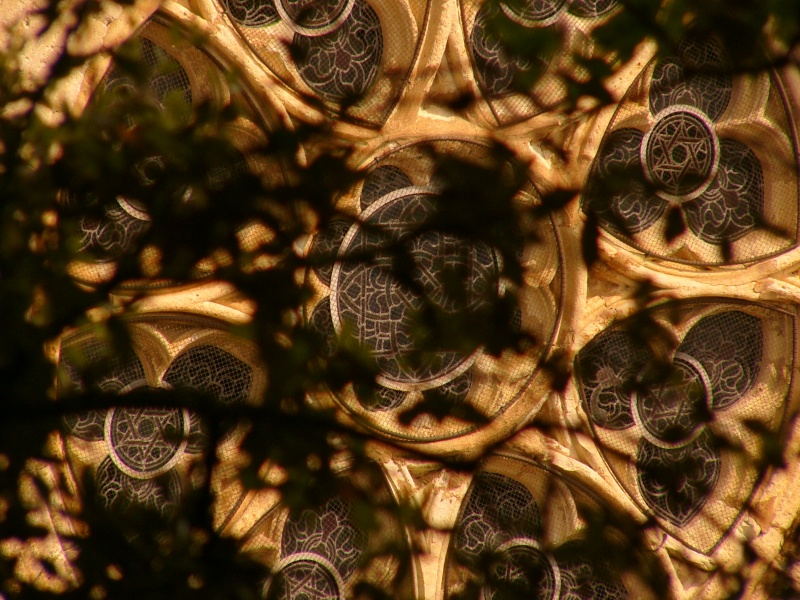
Rosace de la collégiale Saint-Martin.

- La Collégiale Saint-Martin (XIVe siècle) a été classé au titre des monuments historiques en 1840[41]. Les façades et les toitures des maisons à pans de bois entourant le chevet de l'ancienne collégiale ont été inscrits au titre des monuments historiques en 1956[41]. De nombreux objets sont référencés dans la base Palissy (voir les notices liées)[41] ;
- L'ancien couvent des Ursulines ;
- La Porte de ville classée monument historique en 1964 ;
- La Stèle de la déportation du sculpteur Marc Dautry (1930-2008) ;
  - L'église Saint-Pierre de Gandoulès ;
  - L'église Sainte-Madeleine de La Madeleine ;
  - L'église Saint-Julien de Pilou a été inscrite au titre des monuments historiques en 1978[42]. Plusieurs objets sont référencés dans la base Palissy (voir les notices liées)[42] ;
  - L'église Saint-Laurent-de-Sénezelles de Saint-Laurent ;
  - L'église de l'Assomption de La Salvetat ;
  - L'église Notre-Dame de Saux, datant du XIVe et XVIe siècles a été classée au titre des monuments historiques en 1949[43].

### Galerie de photos

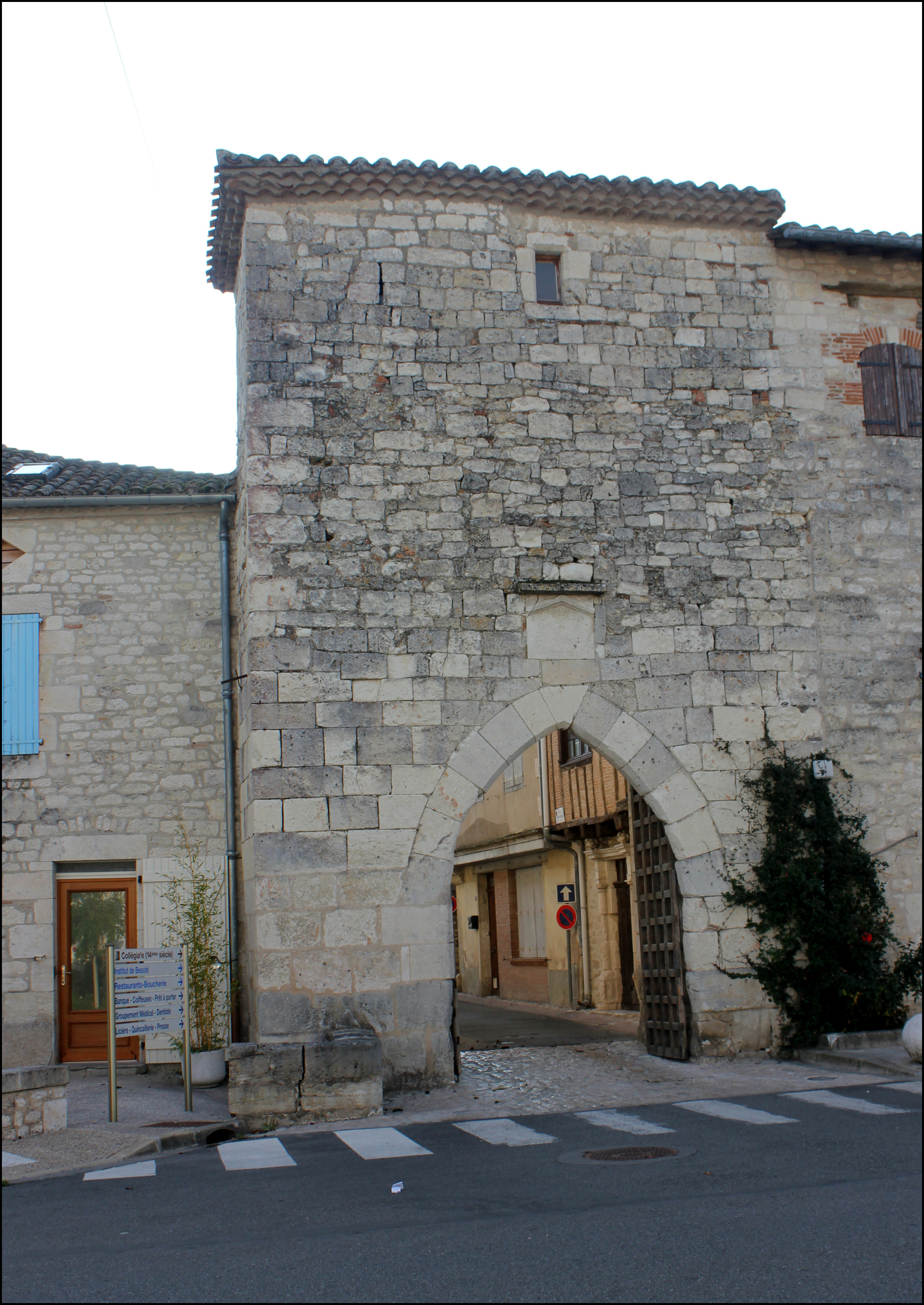
Ancienne porte de la ville.
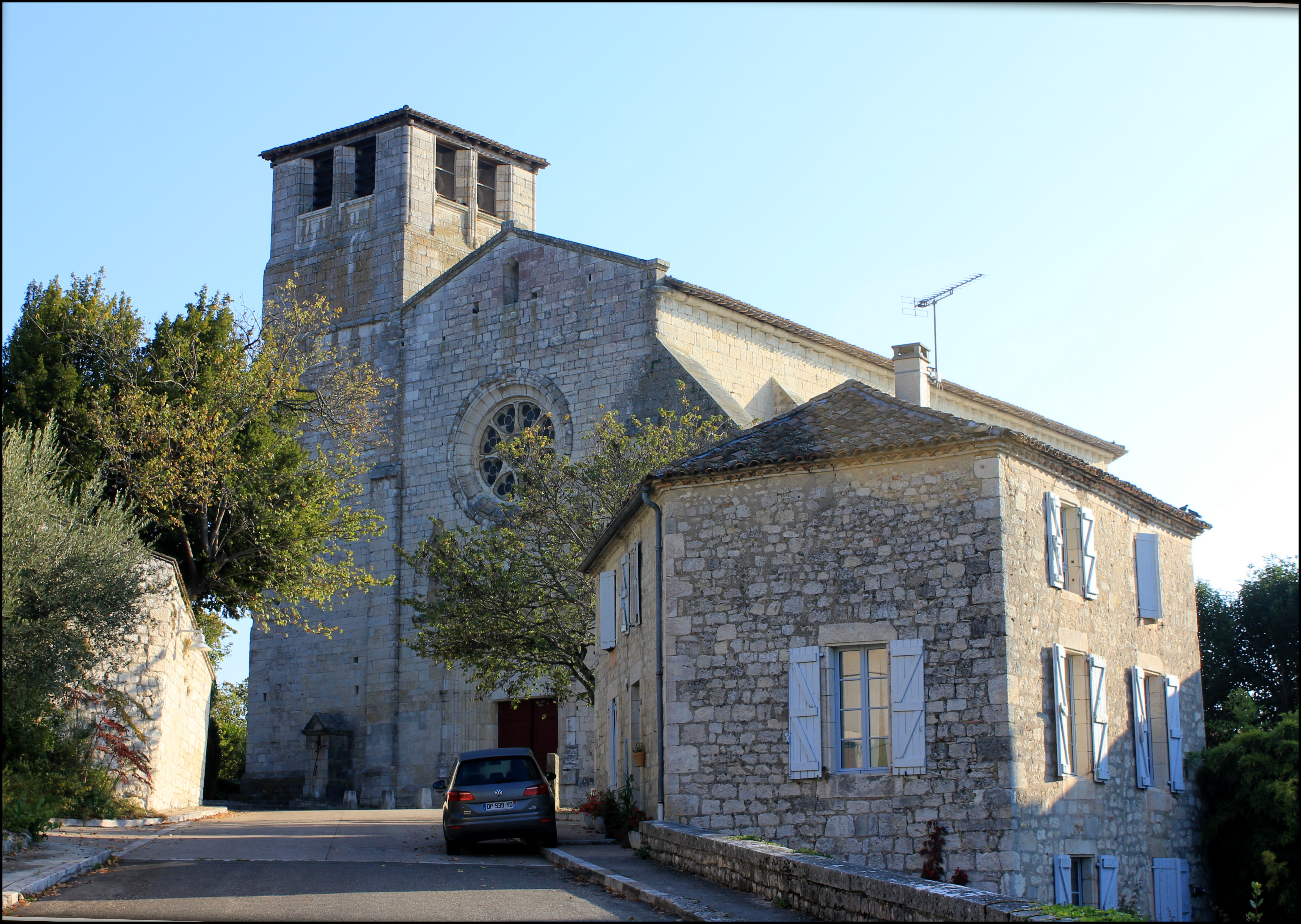
Vue sur une maison et la façade de la collégiale.
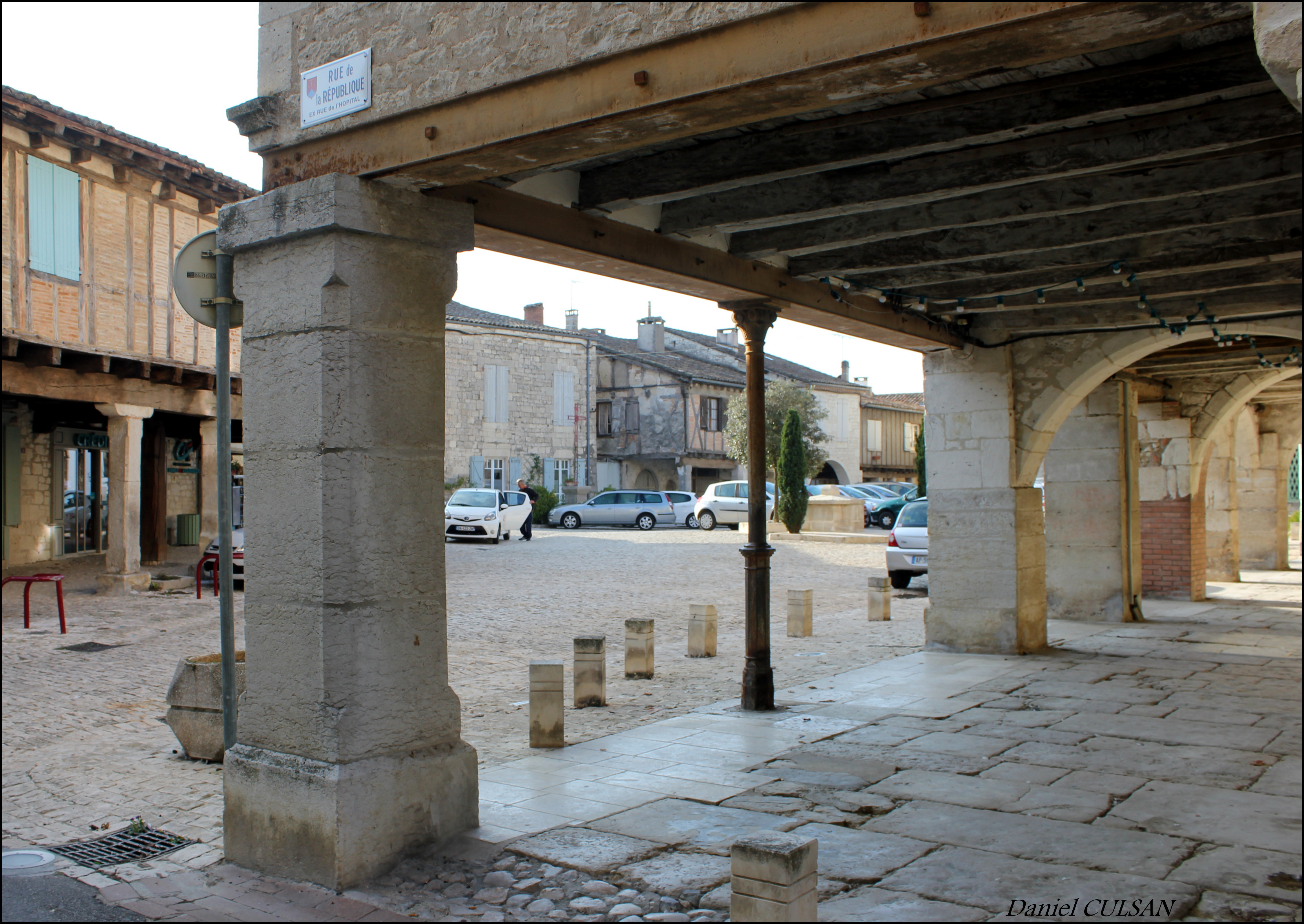
Place à couverts (place de la République).
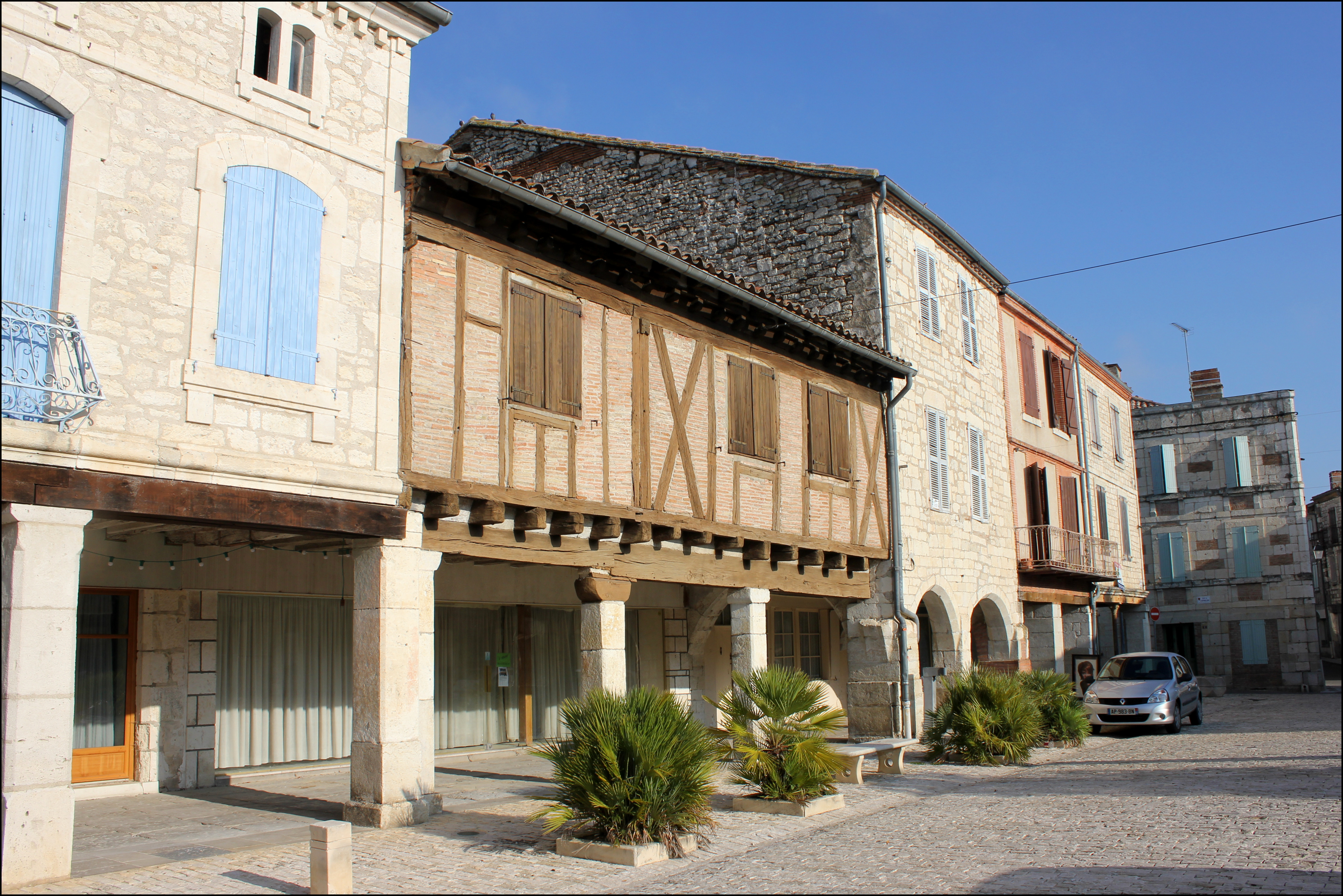
Place à couverts (place de la République).
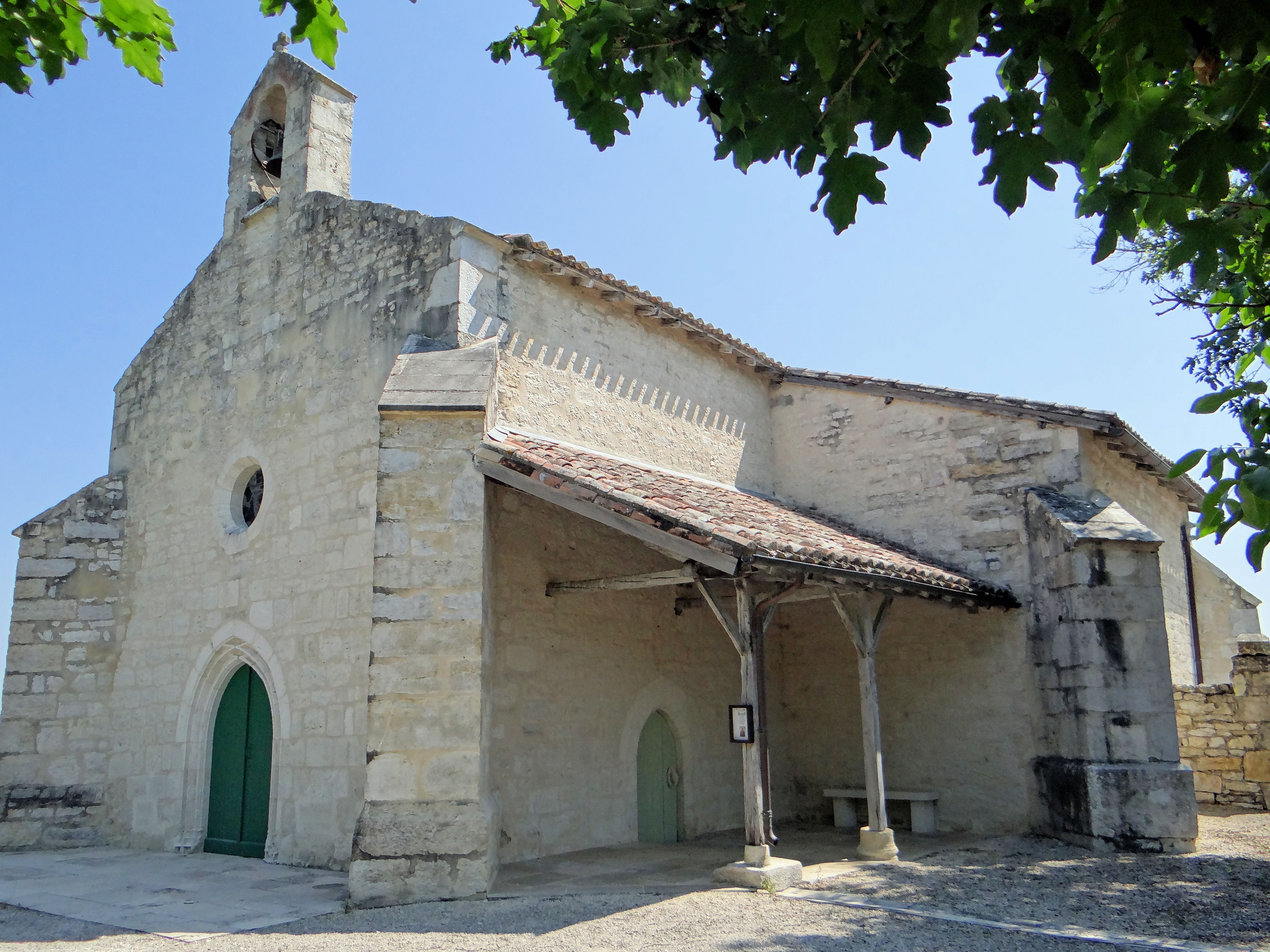
Église Saint-Julien de Pilou
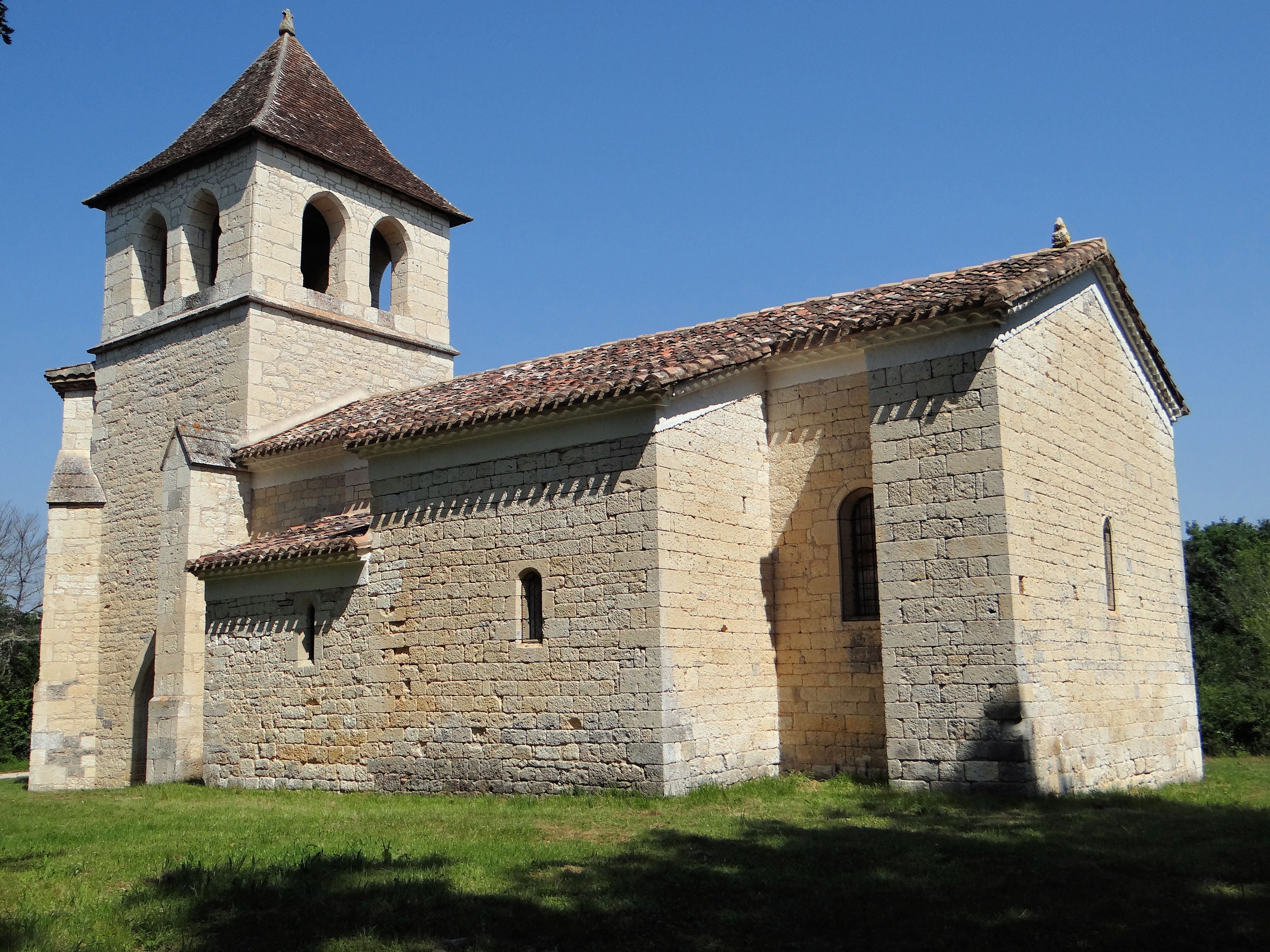
Église Notre-Dame de Saux

### Personnalités liées à la commune
- Françoise de Boissy (1641-1724), supérieure générale des écoles chrétiennes du diocèse de Cahors, née à Montpezat-de-Quercy ;
- Barthélemy de La Valette-Parizot (1725-1790), député de la noblesse aux États généraux de 1789 pour la sénéchaussée de Quercy, né à Montpezat-de-Quercy ;
- Jean-Baptiste Pellissier (1788-1856), auteur dramatique et journaliste, né à Montpezat-de-Quercy ;
- Albert Daille (1879-1941), maire, conseiller général et député, décédé à Montpezat-de-Quercy ;
- Jean-Michel Cabanier (1936-2010), rugbyman, né à Montpezat-de-Quercy ;
- Céline Wagner (1975- ), romancière, domiciliée à Montpezat-de-Quercy;
- Paul Leygue (1983-1954), homme politique, né à Montpezat-de-Quercy.

## Pour approfondir